# 샤이 맥브라이드
샤이 맥브라이드(Chi McBride, 1961년 9월 23일 ~ )는 미국의 배우이다.

## 출연 작품

### 영화
- 머큐리 (1996)
- 프라이트너 (1996)
- 식스티 세컨즈 (2000) - 토니 애스트리키 역
- 터미널 (2004)
- 아이, 로봇 (2004)
- 렛츠 고 투 프리슨 (2006)
- 드래프트 데이 (2014)

### 텔레비전
- 보스턴 퍼블릭 (2000-04)
- 푸싱 데이지 (2007-09)
- 휴먼 타겟 (2010-11)
- 하와이 파이브-0 (2013-20) - 루 그로버 역